# Operacja King Two
Operacja King Two lub King II – operacja desantowa na wyspie Leyte przeprowadzona przez oddziały 6 Armii amerykańskiej 20 października 1944 jako fragment kampanii filipińskiej II wojny światowej, która nosiła kryptonim „operacja Musketeer”.

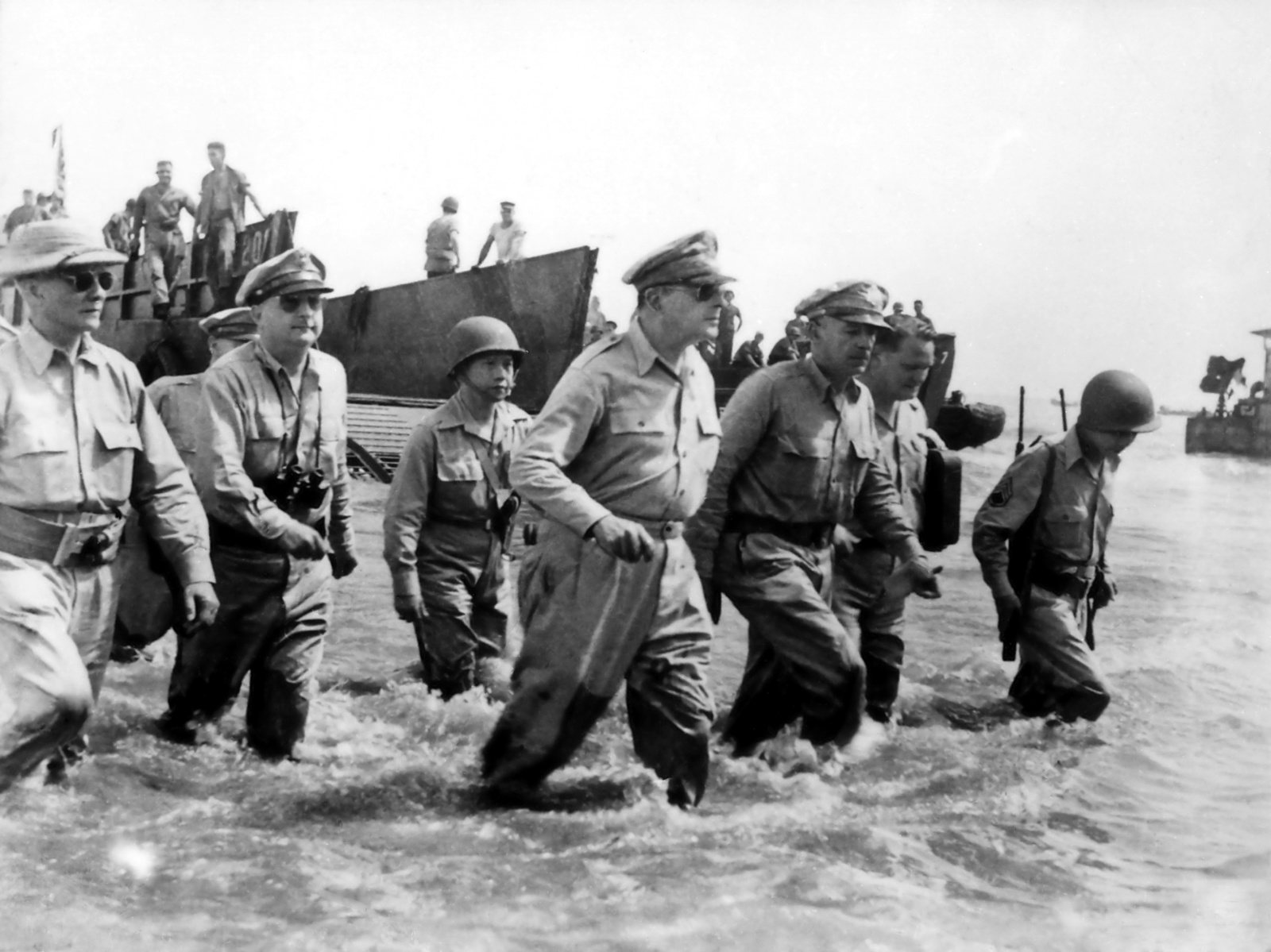
MacArthur ląduje pod Palo (Leyte)

Po sukcesach, odniesionych w walce z japońską Armią Cesarską w 1942 i 1943 roku na Nowej Gwinei i Guadalcanalu, 8 maja 1943 roku Kombinowane Szefostwo Sztabów zaaprobowało „strategiczny plan pokonania Japonii”, który zaczęto wprowadzać w życie w grudniu. Celem głównym planu było doprowadzenie do bezwarunkowej kapitulacji Japonii, a to oznaczało dokonanie inwazji na Wyspy Japońskie. By jednak cel ten osiągnąć bez ogromnych strat, jakich można było się spodziewać, należało przygotować liczne bazy materiałowe, skąd można by było podjąć nieograniczoną ofensywę lotniczą i morską.
Po długotrwałych rozważaniach uznano, że należy – stosując taktykę „żabich skoków” – opanowywać strategicznie najważniejsze archipelagi wysp Pacyfiku, z których bez wątpienia najważniejsze były Filipiny. Dlatego 12 marca 1944 roku Kombinowane Szefostwo nakazało generałowi Douglasowi MacArthurowi przygotowanie planu lądowania na Mindanao celem założenia w południowej prowincji Sarangani wielkiej bazy lotniczej, skąd można było wesprzeć operacje desantowe w centralnie położonej prowincji filipińskiej Visayas, która miała stać się podstawą do ataków na Formozę i Chiny Kontynentalne.
Kolejne korekty planu kazały zrezygnować z Sarangani i Chin, uznano bowiem, że Filipiny, czuwające nad szlakami żeglugowymi łączącymi Japonię z bogatymi w surowce wyspami Archipelagu Malajskiego, muszą zostać zdobyte w pierwszej kolejności. Dlatego kolejny rozkaz wyznaczał 20 października 1944 roku jako datę lądowania na Leyte, czego miała dokonać 6 Armia pod dowództwem gen. Waltera Kruegera.
Operacja trwała do 31 grudnia 1944 roku, a zdobyta w jej trakcie wyspa stała się odskocznią do inwazji na Luzon, główną wyspę Filipin.